# Boeddhisme in Myanmar

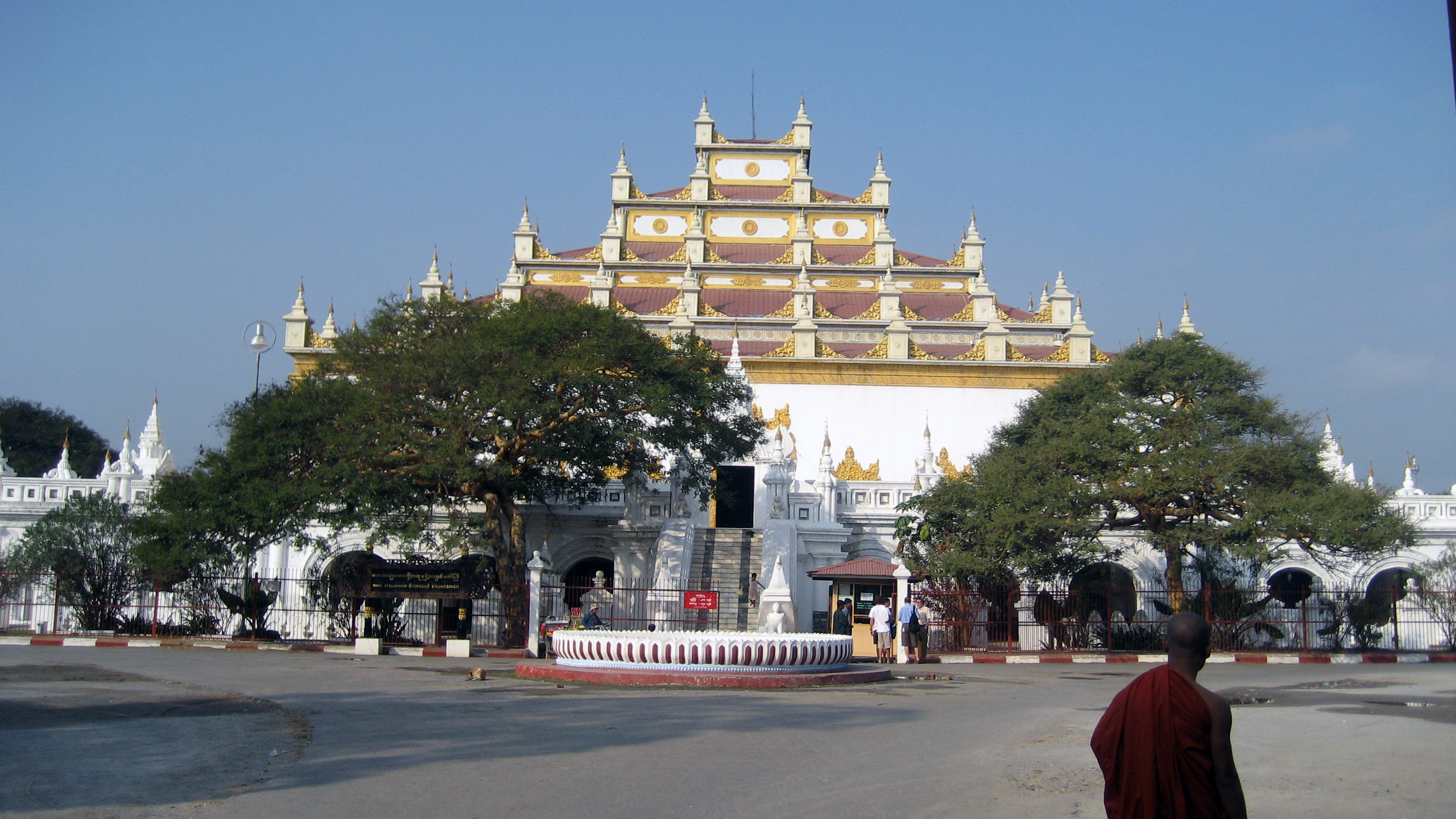
Het klooster Atumashi in Mandalay werd herbouwd als een getrouwe replica nadat het door een brand was verwoest

Het boeddhisme in Myanmar, voorheen Birma, is de belangrijkste religie in het land. In 2011 hing 89% van de 54 miljoen inwoners de religie aan.
De boeddhistische monniken, collectief aangeduid als de sangha, volgen een unieke vorm van het theravadaboeddhisme die ontstaan is uit een samensmelting van verschillende elementen die er in de loop van de geschiedenis aan zijn toegevoegd.

## Geschiedenis

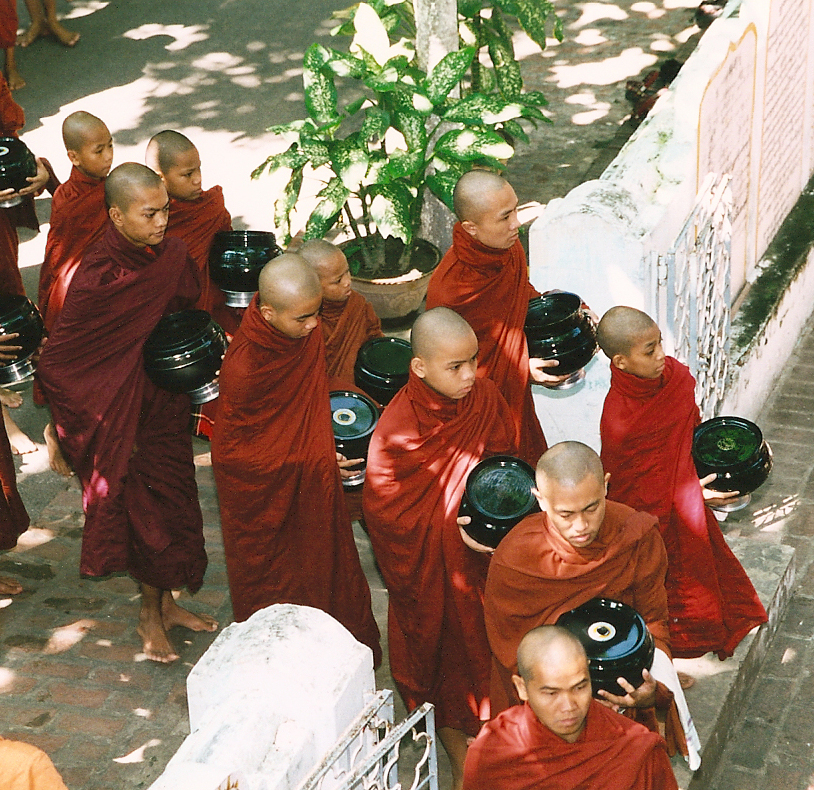
Myanmarese monniken met hun offerkommen in Amarapura

Over de introductie van het boeddhisme in Birma bestaan twee lezingen. Volgens de ene zouden kooplieden het al tijdens het leven van Gautama Boeddha hebben geïntroduceerd. Zij zouden enkele haren van de Boeddha hebben meegebracht die nu nog worden bewaard in de Schwedagonpagode in Rangoon. Een andere lezing plaatst de introductie enkele eeuwen later ten tijde van de regering van Asoka, een Indiaas heerser uit de 3e eeuw v.Chr. en groot promotor en beschermer van het boeddhisme.
De eerste aantoonbare bewijzen stammen pas van acht eeuwen later, namelijk uit de 5e eeuw n.Chr. Deze zijn in verband te brengen met het theravadaboeddhisme enerzijds, en de aanwezigheid van vermoedelijk de sarvastivada-traditie anderzijds. Twee eeuwen later werd er boeddhisme uit zowel de mahayana- als de hinayanaschool beoefend, en nog weer een eeuw later deed het vajrayana (tantrisch boeddhisme) zijn intrede.
Een belangrijke rol in de geschiedenis van het boeddhisme in het land speelde koning Anawrahta (1014-1077). Zijn bekering tot de theravada- luidde het einde in van de mahayanaschool. Hij blies ook het boeddhisme in Ceylon nieuw leven in, wat een blijvende relatie opleverde tussen beide landen, in het bijzonder met het klooster Mahavihara op dat eiland. De theravada-stroming van dit klooster werd leidend voor Ceylon, met als gevolg dat Birmese monniken die langere tijd in Ceylon hadden verbleven, alleen nog de inwijdingen aanvaarden van het klooster Mahavihara. Deze situatie leidde tot weerstand, waarbij de verwijdering zou duren totdat koning Dhammazedi de twistende boeddhistische facties in de 15e eeuw weer wist te verenigen. Vanaf dat moment bleef de leer van het Ceylonese klooster Mahavihara leidend.
De verovering van Birma door het Britse Rijk in de 19e eeuw verstoorde de boeddhistische sangha sterk. Deze situatie hield aan totdat de oude structuren na de onafhankelijkheid in 1947 weer in ere werden hersteld.